# Янота, Михал
Ми́хал Яно́та (пол. Michał Janota; 29 июля 1990, Губин, Польша) — польский футболист, нападающий польского клуба «Подбескидзе».
В 2009 году считался отдельными представителями польской прессы одним из наиболее перспективных игроков сборной Польши.

## Клубная карьера

### Ранние годы
Футболом начал заниматься в начальной школе № 10 города Зелёна-Гура, обучался игре в школе одноимённой городской команды. В 2003 году выиграл свою первую награду — на турнире Coca-Cola 2003 года, проходившем в Любушском воеводстве, стал лучшим бомбардиром.

### «Фейеноорд»
В 2006 году Янота отправился на осмотр в «Рейнджерс», который заинтересовался игроком. Однако в августе поляка подписал «Фейеноорд», а Михал вошёл в состав молодёжного состава. В июле 2008 года поляк подписал трёхлетний контракт с клубом и начал тренировки в основном составе.
Первый матч за команду провёл 12 июля 2008, в котором его клуб выиграл 9:1 у клуба «Ойрсхот Вооруит». В контрольных матчах забил всего 5 голов. Официально дебютировал 23 августа 2008 на «Амстердам-Арене» в матче за Суперкубок Нидерландов против ПСВ, и в этом матче эйндховенцы одержали победу 2:0.
Первый поединок в рамках чемпионата Нидерландов Михал провёл через 8 дней, проведя 18 минут на поле во время матча против «Хераклеса» из Алмело, и этот поединок «Фейеноорд» также проиграл 1:3. 24 сентября 2008 Янота забил свои первые голы — матч второго раунда Кубка Нидерландов против «ТОП Осса» завершился победой со счётом 3:0 в добавленное время — на 100-й минуте счёт открыл Митчелл Схет, а затем Янота оформил дубль на 109-й и 118-й минутах, что позволило Фейеноорду пройти дальше.
17 декабря 2008 Янота дебютировал в еврокубках, выйдя на 65-й минуте в матче Кубка УЕФА против своих соотечественников — «Леха» из Познани. Клуб проиграл все матчи в группе и не вышел в плей-офф Кубка УЕФА.
Суммарно в сезоне 2008/09 Янота выступил в девяти матчах и забил два гола, а его клуб стал седьмым по итогам чемпионата.

### «Эксельсиор»
12 июля 2009 Янота был передан в аренду другой роттердамской команде — «Эксельсиору». Дебютировал 7 августа 2009 в матче Первого дивизиона против «Телстар», который завершился со счётом 2:2. Неделю спустя в матче против «Ден Босха» Янота на 90-й минуте реализовал пенальти и принёс победу со счётом 3:2 своему клубу. Ещё трижды отличился в матчах с «Вендамом», «Хелмондом Спорт» и «Эйндховеном».
В следующих поединках чемпионата Михал не забивал, но регулярно выходил в составе и помогал команде. 22 сентября во втором раунде Кубка Нидерландов поляк забил гол, который помог его команде одерать трудную победу над представителем третьей лиги «ВВ Хагландия/Винстонк».
23 октября забил свой пятый гол в Первом дивизионе, поразив ворота «Эммена». Шестой мяч был забит через месяц, когда «Эксельсиор» крупно обыграл команду «Дордрехт».

### «Гоу Эхед Иглз»
2 июня 2010 года подписал контракт на два года с «Гоу Эхед Иглз».

### «Корона»
18 июня 2012 года заключил двухлетний контракт с польским клубом «Корона».

## Карьера в сборной
17 октября 2008 года Янота был впервые вызван Лео Бенхаккером в сборную Польши, но так и не сыграл там. В составе молодёжной сборной он отыграл 6 игр и забил 1 гол.

## Статистика
| Клуб                              | Сезон   | Лига | Лига | Кубки | Кубки | Еврокубки | Еврокубки | Итого | Итого |
| Клуб                              | Сезон   | Игры | Голы | Игры  | Голы  | Игры      | Голы      | Игры  | Голы  |
| --------------------------------- | ------- | ---- | ---- | ----- | ----- | --------- | --------- | ----- | ----- |
| Фейеноорд                         | 2008/09 | 6    | 0    | 2     | 2     | 1         | 0         | 9     | 2     |
| Эксельсиор (Роттердам) (в аренде) | 2009/10 | 24   | 7    | 2     | 1     | -         | -         | 26    | 8     |
| Гоу Эхед Иглсз                    | 2010/11 | 30   | 5    | 2     | 0     | -         | -         | 32    | 5     |
| Итого                             | Итого   | 60   | 12   | 6     | 3     | 1         | 0         | 67    | 15    |